# Montaignac-sur-Doustre
Montaignac-sur-Doustre ist eine französische Gemeinde mit 634 Einwohnern (Stand 1. Januar 2022) im Département Corrèze in der Region Nouvelle-Aquitaine. Die Gemeinde gehört zum Arrondissement Ussel und zum Kanton Égletons.
Sie entstand mit Wirkung vom 1. Januar 2022 als Commune nouvelle durch Zusammenlegung der bis dahin selbstständigen Gemeinden Montaignac-Saint-Hippolyte und Le Jardin, die fortan keinen Status einer Commune déléguée besitzen. Der Verwaltungssitz befindet sich in Montaignac-Saint-Hippolyte.

## Gemeindegliederung
| Ehemalige Gemeinde                           | Ehemaliger INSEE-Code | PLZ   | Fläche (km²) | Einwohnerzahl (2019) |
| -------------------------------------------- | --------------------- | ----- | ------------ | -------------------- |
| Montaignac-Saint-Hippolyte (Verwaltungssitz) | 19143                 | 19300 | 20,47        | 597                  |
| Le Jardin                                    | 19092                 | 19300 | 12,23        | 077                  |

## Geographie
Montaignac-sur-Doustre liegt im Zentrum des Départements ca. 25 Kilometer östlich von Tulle und ca. 35 Kilometer südwestlich von Ussel.
Umgeben wird die Gemeinde von den sechs Nachbargemeinden:
|        | Rosiers-d’Égletons                          | Chapelle-Spinasse     |
| Eyrein | Kompassrose, die auf Nachbargemeinden zeigt | Saint-Hilaire-Foissac |
|        | Champagnac-la-Noaille                       | Lafage-sur-Sombre     |

Montaignac-sur-Doustre liegt im Einzugsgebiet des Flusses Dordogne.
Der Doustre, einer ihrer rechten Nebenflüsse, entspringt in der Nachbargemeinde Rosiers-d’Égletons und durchquert Montaignac-sur-Doustre von Nord nach Süd.

## Sehenswürdigkeiten
| Name                              | Ort                        | Bemerkungen                                                     | Bild |
| --------------------------------- | -------------------------- | --------------------------------------------------------------- | ---- |
| Pfarrkirche Saint-Hippolyte       | Montaignac-Saint-Hippolyte | 13. und 14. Jahrhundert, als Monument historique eingeschrieben |      |
| Kapelle Sainte-Jeanne-d’Arc       | Montaignac-Saint-Hippolyte |                                                                 |      |
| Kirche Saint-Côme-et-Saint-Damien | Le Jardin                  |                                                                 |      |

### Verkehr
Die Route départementale 1089 und ehemalige Route nationale 89 durchquert die Gemeinde am nordwestlichen Ortsrand. Weitere überörtliche Straßenverbindungen sind die Routes départementales 10 und 18.
Ein Haltepunkt befindet sich auf dem Gebiet der Gemeinde. Er wird von Zügen der Linien 27 und 32 des TER Nouvelle Aquitaine, einer Regionalbahn der staatlichen SNCF, bedient.